# Thusnelda Lang-Brumann
Thusnelda Lang-Brumann, född 1880, död 1953, var en tysk politiker (Bayerische Volkspartei, senare CSU). Hon var ledamot i den tyska riksdagen 1924-33. 
Hon var utbildad lärare och tidigt engagerad i frågorna om utbildning för kvinnor och flickor. 1920-24 var hon ledamot i kommunalrådet i München och satt från 1924 i riksdagen. Hon intresserade sig främst för utbildningsfrågor och ungdomsrörelser. 1932 utgav hon en kritisk skrift där hon ifrågasatte varför någon kvinna skulle intressera sig för nazisternas politik med tanke på deras kvinnosyn. Hon förlorade sin plats i riksdagen vid nazisternas maktövertagande 1933. Efter kriget 1945 anställdes hon som rektor. 